# Generalski Stol
Generalski Stol  è un comune della Croazia di 3 199 abitanti della regione di Karlovac.